# Bristol (Connecticut)
Bristol – miasto w Stanach Zjednoczonych (stan Connecticut), w hrabstwie Hartford, położone nad rzeką Pequabuck. Bristol jest znane przede wszystkim jako siedziba ESPN, którego główne studio jest w mieście. W Bristol znajduje się również jezioro Compounce, najstarszy, wciąż funkcjonowania parku rozrywki w USA. Bristol jest znany również jako historycznym ośrodkiem produkcji zegarków (od 1790). Znajduje się tam amerykańskie muzeum zegarów i zegarków.
W mieście rozwinął się przemysł metalowy, elektrotechniczny oraz elektroniczny.
W 2000 roku w Bristolu mieszkało 60 062 mieszkańców, a w 2010 60 477 osób.

## Religia
- Parafia św. Stanisława Biskupa i Męczennika w Bristol

## Miasta partnerskie
- Kozani, Grecja
- Burco, Somalia